# Aegialomys galapagoensis
La rata costera de Galápagos, también conocida como rata de arrocera de Galápagos u Oryzomys Galápagos (Aegialomys galapagoensis), es una especie de roedor en la familia Cricetidae de las Islas Galápagos. 

## Taxonomía
Pertenece al género Aegialomys de la tribu Oryzomyini, pero fue puesto previamente en Oryzomys como galapagoensis Oryzomys. 

## Hábitat
Su hábitat natural son los matorrales secos subtropicales o tropicales. Al igual que muchos de los animales de las Galápagos, es manso y no tiene miedo de los humanos. Los científicos que trabajan en la isla Santa Fe y la isla Fernandina han informado de que es necesario mantener las tiendas de campaña abiertas para evitar que estas ratas de arroz las mastiquen durante la noche. La subespecie A. g. bauri de la Isla Santa Fe a veces se considera que representan una especie completa. la A. g. galapagoensis se encontraba anteriormente en la isla San Cristóbal, donde Charles Darwin capturó a varios especímenes vivos en el segundo viaje del HMS Beagle en 1855. Sin embargo, se cree que se extinguió décadas sólo después de la visita de Darwin, y las muestras siguientes fueron recogidas junto a restos de subfósiles encontrados en los tubos de lava por David Steadman y sus colegas en 1984. Su pariente más cercano es la Aegialomys xanthaeolus, la única otra especie en el género, que se encuentra en la costa de Ecuador y Perú.